# 串木野市

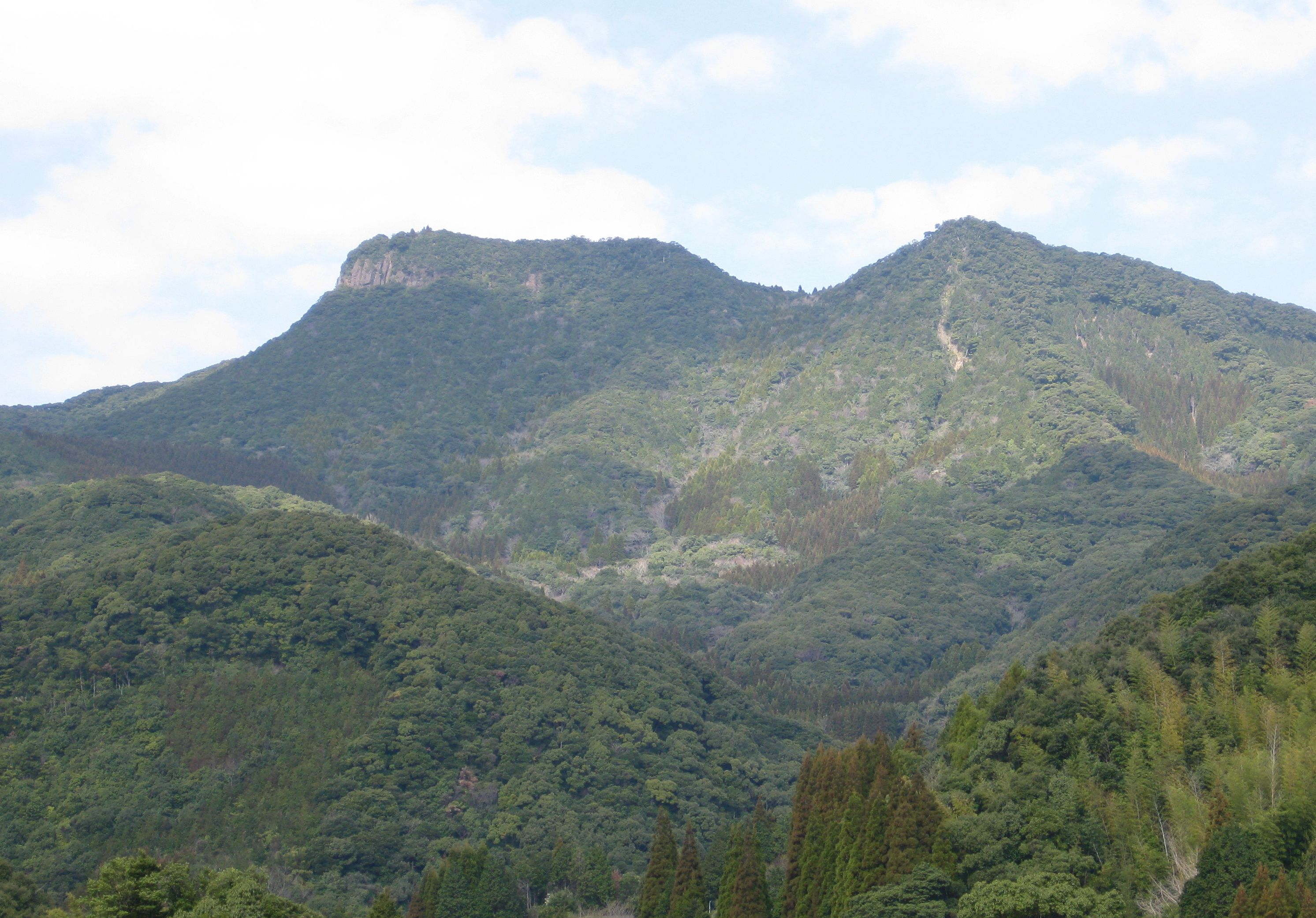
冠岳

串木野市 （くしきのし）は、鹿児島県の中西部にあった市。1950年、市制施行。
2005年10月11日、隣接する市来町と新設合併しいちき串木野市が発足したため消滅した。

## 地理
鹿児島県の中西部に位置し、西側では東シナ海に面している。
- 山：弁財天山 (519.1m)、冠岳 (516.4m)、火立ヶ岡 (348.4m)
- 川：八房川 (15.5 km)、五反田川 (11.9 km)

## 歴史
- 1889年4月1日 - 町村制度施行により、上名村・下名村・串木野町・荒川村・冠岳村・羽島村の区域を以って日置郡串木野村が発足。
- 1935年4月1日 - 町制施行し串木野町となる。
- 1945年8月9日・12日 - 米軍の空襲を受ける。
- 1950年10月1日 - 市制施行し串木野市となる[1]。
- 1972年（昭和47）10月24日 - 第27回国民体育大会に出席するために来県した天皇、皇后が串木野市営相撲場に行幸[2]。
- 2005年10月11日 - 市来町と合併し、いちき串木野市が発足[3]。同日串木野市廃止。

## 行政
- 市長：田畑誠一（2003年2月から2005年10月まで）

### 歴代市長
特記なき場合『串木野郷土史』『日本の歴代市長 : 市制施行百年の歩み』などによる。
市制施行前
| 串木野村長 | 串木野町長 |
| ---------- | ---------- |
| 池田吉二   | 肝付篤     |
| 野元謙介   | 肝付篤     |
| 宮地貞明   | 長谷場敦   |
| 池田吉二   | 奥田又一郎 |
| 山口一郎   | 宮之原重   |
| 山口一郎   | 田尻森吉   |
| 吉武良太郎 | 田尻森吉   |
| 吉武良太郎 | 平瀬實武   |
| 入来次郎助 | 橋口行彦 ※ |
| 入来次郎助 |            |
| 吉武良太郎 |            |
| 有馬英吉   |            |
| 有馬英吉   |            |

※1947年（昭和22年）4月、初めて公職選挙（民選）で選出。
串木野市長
| 代 | 期    |  | 氏名     | 就任                      | 退任                       | 備考                                                |
| -- | ----- |  | -------- | ------------------------- | -------------------------- | --------------------------------------------------- |
| 1  | 1-2   |  | 橋口行彦 | 1950年（昭和25年）10月1日 | 1955年（昭和30年）4月30日  | 市制施行時の串木野町長 施行後の市長選で再選         |
| 2  | 3     |  | 平瀬實武 | 1955年（昭和30年）5月1日  | 1958年（昭和33年）12月27日 | 元串木野町長 退任後、鹿児島市長                     |
| 3  | 4-6   |  | 満留正光 | 1959年（昭和34年）2月5日  | 1971年（昭和46年）2月4日   |                                                     |
| 4  | 7-12  |  | 塚田新市 | 1971年（昭和46年）2月5日  | 1995年（平成7年）2月4日    |                                                     |
| 5  | 13-14 |  | 冨永茂穂 | 1995年（平成7年）2月5日   | 2003年（平成15年）2月4日   |                                                     |
| 6  | 15    |  | 田畑誠一 | 2003年（平成15年）2月5日  | 2005年（平成17年）10月10日 | 自治体合併後の市長選で当選し、 初代いちき串木野市長 |

## 産業

### 漁業
串木野漁港・羽島漁港・土川漁港の3ヶ所の漁港がある。市域の南部にある市内最大の串木野漁港は、遠洋漁業の基点であり、マグロの水揚げが多い。

### 石油備蓄事業
串木野国家石油備蓄基地が建設された。同基地は175万キロリットル（日本国内の約3日分の使用量）を備蓄している。

### 主要企業
- プリマハム鹿児島工場
- 濵田酒造本社工場

### 特産品など
- さつま揚げ
- サワーポメロ（柑橘類）
- まぐろ丼
- まぐろラーメン

## 姉妹都市・提携都市

### 海外
- サリナス市（アメリカ合衆国 カリフォルニア州） - 1979年5月27日姉妹都市提携

## 地域

### 教育

#### 高等学校
- 鹿児島県立串木野高等学校
- 神村学園高等部

#### 中学校
- 串木野市立串木野中学校
- 串木野市立串木野西中学校
- 串木野市立羽島中学校
- 串木野市立生冠中学校
- 神村学園中等部

#### 小学校
- 串木野市立串木野小学校
- 串木野市立照島小学校
- 串木野市立羽島小学校
- 串木野市立旭小学校
- 串木野市立生福小学校
- 串木野市立荒川小学校
- 串木野市立冠岳小学校
- 串木野市立土川小学校
- 神村学園初等部

## 交通
最寄り空港は鹿児島空港。川内駅より空港特急バスあり。

### 鉄道
- 九州旅客鉄道（JR九州）
  - 鹿児島本線
    - 串木野駅

### 道路

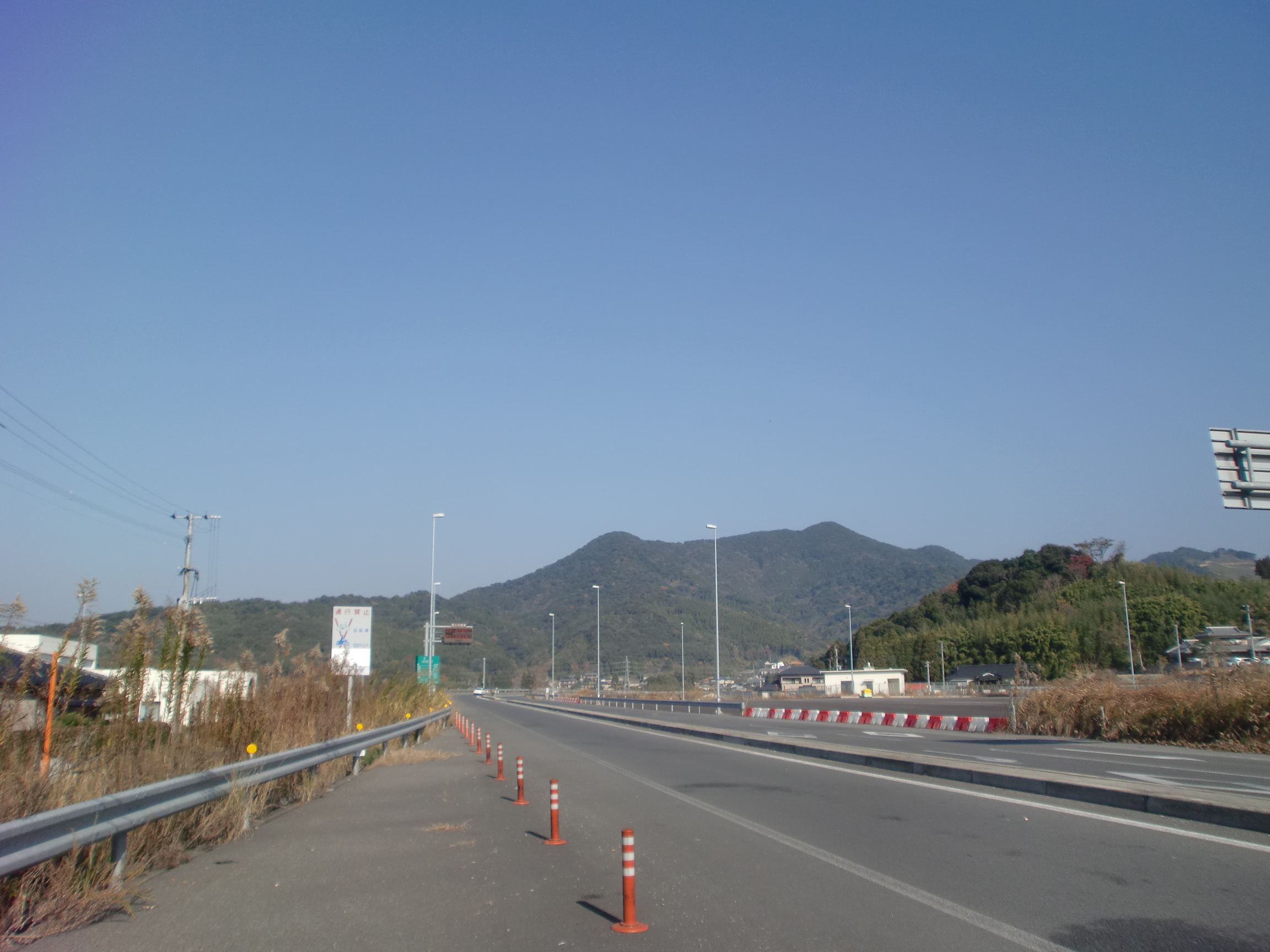
串木野インターチェンジ

#### 国道
- 国道3号
  - 高規格幹線道路：南九州西回り自動車道串木野インターチェンジ
- 国道270号

#### 主要県道
- 鹿児島県道38号串木野港線
- 鹿児島県道39号串木野樋脇線
- 鹿児島県道43号川内串木野線

## 名所・旧跡・観光スポット・祭事・催事
- 白浜温泉
- 浜競馬：4月
- まぐろフェスティバル：4月
- 串木野さのさ祭り：7月